# The Welcome Burglar
The Welcome Burglar é um filme mudo de curta metragem estadunidense, do gênero dramático, lançado em 1909, escrito e dirigido por D. W. Griffith.

## Elenco
- Marion Leonard
- Harry Solter
- Charles Inslee
- Linda Arvidson
- Edwin August
- Edward Dillon
- George Gebhardt
- Robert Harron
- Anita Hendrie
- Arthur V. Johnson
- David Miles
- Owen Moore
- Mack Sennett